# Let Me Go, Rock ’n’ Roll
«Let Me Go, Rock ’n’ Roll» — песня группы Kiss, единственный сингл с их второго альбома Hotter than Hell. Заглавный трек альбома был размещён на стороне «Б».

## О сингле
Несмотря на провал сингла в чартах, музыкальный сайт AllMusic называет эту песню одной из самых ярких на альбоме Hotter than Hell.
Как пишет Дональд А. Гауриско в своей рецензии, это «одна из самых захватывающих песен в репертуаре Kiss», «весёлая, быстрая мелодия», которая ему кажется пробным шагом группы к созданию ими песни «Rock and Roll All Nite», этого, как он пишет, «поп-металлического совершенства».
Песня является одной из немногих композиций Kiss, в которой текст был написан до музыки. Джин Симмонс быстро набросал его во время обеденного перерыва на своей основной работе, первоначально назвав его «Baby, Let Me Go». Пол Стенли сочинил риф, и песня была записана на демо для включения ещё в дебютный альбом, но была исключена из него.
Как пишет всё тот же Дональд А. Гуариско,
Песня выражает [некое] романтическое возбуждение в радостно бессвязной манере: „Cause baby's got the feeling / Baby wants a show / Baby won’t you tell me / Baby rock & roll, yeah, yeah!“ Эти слова не слишком осмысленны, но они прекрасно ложатся на мелодию этой песни и звучат убедительно.
Kiss быстро полюбили исполнять эту песню на концертах. Обычно она работала как специальный номер для Эйса Фрейли, в котором он мог показать своё мастерство играть гитарные соло. В паузе перед финальной частью Питер Крисс кричал «Kiss любит вас!» или что-то типа этого. В частности, такую версию можно услышать на концертном альбоме 1975 года Alive!.
Песня регулярно исполнялась вплоть до тура Love Gun Tour 1977 года, затем временно вернулась в туры Alive II и Dynasty, и после уже вживую не исполнялась с 1980 по 1995 год. Впоследствии она была возвращена в сет-листы Reunion Tour и Alive 35 Tour.